# Vlad Șovărel
Vlad Șovărel (n. 8 ianuarie 1972 - București) aparține tinerei generații de indologi și traducători din sanscrită, formate în noua paradigmă socială – “post revoluționară”. 
Și-a început studiile de indianistică în 1990 cu dr. Amita Bhose la Universitatea București, alături de care a studiat sanskrită, bengali, literatură și filosofie indiană. A urmat apoi un stadiu de doi ani (1996-1998) în India, aprofundând, alături de profesorii dr. Satcitananda Dhar, dr. Debabrata Sensharma și dr. Bhavani Ganguli, pe text (sanskrit) atât tradiția advaitin-vedāntină a marelui vizionar Śaňkarācārya cât și cea a sivaismului kasmirian (Trika).
Revenit în țară, reușește astfel să strângă între coperțile cărții Cântul Eliberatului traducerile iscusite și limpezi ale unor texte sanskrite (upanișad, gītā, śāstra) atribuite de tradiție lui Dattātreya – o figură emblematică în spațiul cultural indian. Pe lângă traducerile inspirate, coordonează și îngrijește în cadrul diferitelor edituri volume sau colecții de indologie.
Activitatea sa, deși una de nișă, se impune cu o forță non-violentă în spațiul cultural românesc atât de vitregit de valorile culturale autentice indiene.